# Aurora (Justa) López Gonzalez
Aurora (Justa) López González (ur. 28 maja 1850 w San Lorenzo, zm. prawdopodobnie 6 grudnia 1936 w Aravaca) – hiszpańska zakonnica, męczennica i błogosławiona Kościoła katolickiego.

## Życiorys
Pochodziła z chrześcijańskiej rodziny. 20 marca 1874 roku została postulantką Zgromadzenia Służebnic Maryi (Siervas de María, Ministras de los enfermos) i rozpoczęła nowicjat, a 14 maja w tym samym roku otrzymała habit. 24 czerwca 1874 roku złożyła pierwsze śluby zakonne, a 2 lipca 1897 roku śluby wieczyste w domu macierzystym. Zginęła w czasie wojny domowej w Hiszpanii.
Beatyfikowana w grupie 522 męczenników przez papieża Franciszka 13 października 2013 roku.